# هند بنت فيصل القاسمي
الشيخة هند بنت فيصل القاسمي (ولدت عام 1984 في الشارقة) هي أميرة إماراتية من عائلة القاسمي في الشارقة، وهي سيدة أعمال وفاعلة خير. أصبحت معروفة في الصحافة بعد أن تحدثت علنًا ضد منشورات وسائل التواصل الاجتماعي المعادية للإسلام في الإمارات العربية المتحدة.

## التعليم
درست هند الهندسة المعمارية في الجامعة الأمريكية في الشارقة، وريادة الأعمال في الجامعة الأمريكية بالقاهرة، ودرست الإدارة والتسويق والاتصالات والإعلام في جامعة سيلسا - باريس السوربون.

## مهنتها
بصفتها سيدة أعمال،  الشيخة هند قامت بتأليف كتاب «الكتاب الأسود للعربية»  وهي أيضاً رئيسة تحرير مجلة أزياء فاخرة، مجلة فيلفيت. وهي عضو في المجلس الاستشاري في CFD Dubai ،  وأسبوع دبي الدولي للموضة  تشمل واجباتها الأخرى كونها عضوًا في غرفة تجارة الشارقة،  وهي أيضًا داعمة خيرية نشطة  وفاعلة خير.

## النشاط المناهض ضد كراهية الإسلام
أدانت الشيخة هند القاسمي نشر الهندوس الهنود المقيمين في الإمارات رسائل كراهية ضد الإسلام على موقع تويتر. ونشرت القاسمي لقطات من التغريدات المعادية للإسلام، وحذرت من عدم التسامح مع العنصرية والتمييز في الإمارات، وسيُجبر الوافدون المعادون للإسلام على مغادرة البلاد، معلنة أنه لا يوجد مجال للتعصب الديني في الإمارات.
وفي حديثها إلى وسائل الإعلام، قالت «لم أسمع قط عن أي هجوم من قبل أي هندي على عربي أو مسلم من قبل، لكنني أبلغت الآن عن شخص واحد فقط ولكن يمكنك أن ترى أن خطي الزمني مليء بأشخاص يهينون العرب والمسلمين. هذا غير هندي للغاية.»  وجددت السفيرة الهندية في الإمارات نافديب سوري رسالتها وقالت لها إن رسالتها وصلت «بصوت عال وواضح».
الأميرة أيضًا داعمة صريحة لمسلمي الأويغور المضطهدين في الصين. في مقابلة أجريت في أبريل 2020، تحدثت ضد معسكرات إعادة التعليم في شينجيانغ ودعمها للإويغر المضطهدين.